# Robert Morse
Robert Morse (Newton, Massachusetts, 18 de mayo de 1931-Los Ángeles, 20 de abril de 2022) fue un actor y cantante estadounidense.
Fue conocido por sus apariciones en musicales y obras en Broadway. También actuó en películas y programas de televisión. Su papel más relevante fue el de J. Pierpont Finch en el musical de Broadway, y luego en How to Succeed in Business Without Really Trying. También adquirió popularidad por su papel recurrente como Bertram Cooper en la serie Mad Men.

## Primeros años
Obtuvo múltiples nominaciones y premios para los premios Tony, Drama Desk y Emmy durante cinco décadas. Era bien conocido por sus apariciones en musicales y obras de teatro en Broadway, así como por papeles en películas y programas de televisión. Conocido por su papel del joven empresario de la ciudad de Nueva York de los años 60 J. Pierrepont Finch en la producción de Broadway de 1961 y la versión cinematográfica de 1967 del musical de Frank Loesser y Abe Burrows, Cómo tener éxito en los negocios sin realmente intentarlo, Morse ganó una nueva prominencia a finales de la década de 2000 por su papel recurrente de empresario de la ciudad de Nueva York de la década de 1960, Bertram Cooper, en la serie de televisión de AMC Mad Men.
Después de haber interpretado a Barnaby en Broadway, volvió a interpretar el papel, en la adaptación cinematográfica de 1958 de The Matchmaker, esta vez junto a Shirley Booth. Ese mismo año, ganó el premio Theatre World y fue nominado para el premio Tony a la mejor interpretación de un actor destacado en una obra de teatro para Say, Darling. Lo que se consideró el paso final hacia el estrellato completo fue su interpretación de J. Pierrepont Finch en el premio Pulitzer Cómo tener éxito en los negocios sin realmente intentarlo. Le ganó el premio Tony a la mejor interpretación de un actor principal en un musical en 1962, y aunque no fue nombrado en el premio, contribuyó al álbum de reparto ganador del premio Grammy. También protagonizó la versión cinematográfica de 1967.

## Vida personal
Se casó dos veces y tuvo cinco hijos.

## Fallecimiento
Falleció en la madrugada del 21 de abril del 2022, después de una breve enfermedad.